# Bedrijfskosten
De bedrijfskosten zijn de kosten die worden gemaakt voor het voortbrengen van omzet. De bedrijfskosten van een onderneming komen tot uiting in de winst-en-verliesrekening, dus in de jaarrekening van die onderneming.
Een tweetal categorieën bedrijfskosten zijn te onderscheiden.
- Directe kosten - Dit zijn de kosten van de aan de klant geleverde goederen. Daaronder vallen de kosten die in eenzelfde periode als dat ze gemaakt zijn al tot een kasstroom leiden. Voorbeelden:
  - personeelskosten
  - grondstoffen
  - energie voor productie
  - gebruik van machines en installaties

De kostprijs van een product is direct afhankelijk van de bij de productie gemaakte directe kosten.
- Indirecte kosten - Dit zijn de kosten van de bedrijfsvoering. De kosten voor de bedrijfsvoering zijn de algemene kosten, die niet direct aan de productie toe te schrijven zijn, maar die in de overhead moeten worden doorberekend. Dit betreft kosten als:
  - directie
  - administratie
  - huisvesting

Activity-based costing is een methode om de indirecte kosten aan geproduceerde goederen en geleverde diensten toe te wijzen. 
Afschrijvingen worden ook als bedrijfskosten gerekend. De uitgaven voor het kapitaal zijn al lang geleden gedaan, veroorzaken dus op het moment geen uitgave meer, maar zorgen wel voor een vermindering van het eigen vermogen. De afschrijvingen van een onderneming moeten over langere tijd in de boekhouding van de onderneming worden verwerkt.